# Double Adventure
Double Adventure er en amerikansk stumfilm fra 1921 af W. S. Van Dyke.

## Medvirkende
- Charles Hutchison som Bob Cross / Dick Biddle
- Josie Sedgwick som Martha Steadman
- Carl Stockdale som Jules Fernol
- S.E. Jennings
- Ruth Langdon som Vincente Garcia
- Louis D'Or